# Sarreguemines
Sarreguemines / Saargemünd là một xã trong vùng Grand Est, thuộc tỉnh Moselle, quận Sarreguemines, tổng Chef-lieu von zwei tổngen. Tọa độ địa lý của xã là 49° 06' vĩ độ bắc, 07° 04' kinh độ đông. Sarreguemines / Saargemünd nằm trên độ cao trung bình là 220 mét trên mực nước biển, có điểm thấp nhất là 192 mét và điểm cao nhất là 293 mét. Xã có diện tích 29,67 km², dân số vào thời điểm 1999 là 23.202 người; mật độ dân số là 782 người/km².

## Nhân vật nổi tiếng
- Jean-Pierre Bachasson de Montalivet (1766-1823), Bộ trưởng Bộ Nội vụ thời Napoléon Bonaparte
- Camille Crémer, tướng quân đội
- Charles Haffner, cầu thủ bóng đá
- Eduard Jaunez, chính trị gia, doanh nhân
- Matthieu Sprick, vận động viên đua xe đạp